# La palabra de Pablo
La palabra de Pablo es una película salvadoreña, dirigida por Arturo Menéndez. Fue estrenada el 27 de septiembre de 2018. Se trata de la primera película salvadoreña que ha sido comprada para ser emitida por el canal HBO.También es la segunda película del universo cinematográfico salvadoreño, un universo conectado de películas dramáticas relacionadas con El Salvador que empezó en el 2014 con Malacrianza 

## Sinopsis
La película cuenta un drama familiar de la clase media alta salvadoreña. Pablo es hijo de un abogado sobre el que pesa un escándalo de corrupción. Su padre tiene una nueva y joven novia, lo cual incomoda a Pablo y lo lleva a enmarañarse en una sarta de mentiras intentando convencer a su progenitor de que la mujer le es infiel con su hijastro. Con tintes de cine negro, e inspirado en el personaje de Yago de la tragedia Otelo de Shakespeare, esta historia está contada desde la perspectiva de una sociedad polarizada que no ha terminado de sanar los temas de su pasado.

## Reparto
| Intérprete              | Personaje |
| ----------------------- | --------- |
| Carlos Aylagas          | Pablo     |
| Paola Baldión           | Laura     |
| Leandro Sánchez Arauz   | Oscar     |
| Asuical Sandoval        | Rodrigo   |
| Fernando Rodríguez      | Miguel    |
| Rosario Ríos            | Emilia    |
| Patricia Rodríguez      |           |
| Boris Barraza           |           |
| Pablo Agudelo Echeverry |           |
| Alejandro Lemus         |           |
| Luis Balibrera          |           |
| Rebeca Castro           |           |
| Sofía Osegueda          |           |
| Silvana Ordóñez         |           |

## Crítica
Considerada la película de ficción de más alta calidad realizada en El Salvador. Selección oficial: American Film Institute Silver, Havana Film Festival, Innsbruck International Film Festival, New York Latino Film Festival y otro festivales alrededor del mundo.